# Prepona bahiana
Prepona bahiana är en fjärilsart som beskrevs av Hans Fruhstorfer 1897. Prepona bahiana ingår i släktet Prepona och familjen praktfjärilar. Inga underarter finns listade i Catalogue of Life.